# Падишах-Джамі
Падишах-Джамі (крим. Padişa Cami; також Храм із аркадою) — колишня мечеть XIII - XV століть у Судаку, у комплексі Генуезької фортеці. Пам'ятка архітектури національного значення України (охор. № 010071/20).

## Історія
Археологи виявили в ній чотири різні кладки. Початково споруджена в 20-ті роки XIII століття як мечеть — ймовірно, сельджуками. Потім перебудована на православну, а після захоплення міста генуезцями — на католицьку церкву. За іншою версією, будівля використовувалася генуезцями як консульська зала.
Будівля розташована у східній частині фортеці, від брами до нього вела широка дорога. Коли в 1365 році Солдайя опинилася під владою Генуї, будівництво мечеті на деякий час припинилося, і відновилося через сім років. Це зрозуміло з латиномовного надпису над міхрабом: 
| «В ім’я Христа. Амінь. 1373 р. 4 січня цю будівлю звелів побудувати пан Г. Каталані. Христосе, спаси». |
Під надписом зображені два герби: міський герб Кафи (три фортечні башти) і родовий герб Каталанів — морда лева. Каталані — рід, відомий у католицький церкві. Цілком правдоподібним є припущення, що Г. Каталані був релігійною, а не світською особою: монахом, місіонером чи священиком у Солдайї.
Забудова Солдайї в генуезький період у цій місцині визначена за датою на геральдичній плиті: не раніше тридцятих років XV століття Точніше встановити не вдалося — напис зберігся погано. Відомо, що консул (міський голова) Солдайї Бенедетто Джудіче у 1450 році розпочав будівництво міської лоджії (ратуші). Достеменно не доведено, де ця муніципальна будівля розташовувалася. За припущеннями, це і був «храм з аркадою»; утім, сьогодні ця гіпотеза не вважається достатньо обґрунтованою. Наприклад, у «купольній споруді» не виявлено жодної подоби печі або іншого опалення, водночас зберігся документ, де в міському бюджеті зафіксовані видатки на дрова для міської лоджії.
Після загарбання Солдайї турками в 1475 році цей храм знову стає мечеттю. Уперше в літературі згадується в 1642 році у книзі Евлія Челебі як мечеть Айя-Баязід. Згодом — Падишах-Джамі.
У 1771 році після захоплення міста російськими ворожими військами підписаний на плані міста Падишах-мечеттю. Після 1783 року, коли Крим був захоплений Російською імперією, у Судацькій фортеці розташувався полк донських козаків, а «купольній будівлі» відвели роль гарнізонної церкви імені апостола Матвія.
Через аварійний стан будівлі у квітні 1817 року церкву закрили остаточно. Але в 1883 році будівлю реставрували. Внутрішнім оформленням храму виконав художник Л. Лагоріо. Робота була виконана за чотири місяці і приміщення передали вірмено-католицькій громаді Судака. У цій конфесійній приналежності храм проіснував до радянських часів, коли був закритий у 1924 році. З 1926 року у «храмі з аркадою» розташувався музей Генуезької фортеці, він тут функціонує і до наших днів.

## Дослідження і опис
Археологічні дослідження храму здійснювалися у 1926, 1969-75 і 1986 роках. Зокрема у 1969-му археологи прокопали 10 шурфів, що дали сучасне уявлення про історію споруди.
Прямокутна, практично квадратна будівля 14,34 м x 13,87 м, споруда з півсферичним куполом згори. Іноді в літературі через це споруду називають не мечеттю і не православним чи католицьким храмом, а нейтрально: «купольною будівлею».
Давні фрески були замазані штукатуркою, коли турецькі завойовники вирішили перетворити цей храм на мечеть. У 1958 році великий шматок штукатурки відпав і світ знову побачив ці фрески.
Мечеті в Криму будувалися міхрабом до Мекки, отже на південь, а вхід, відповідно, з північного боку. Саме так і побудовано першу будівлю на цьому місці. Втім фрески на стінах виконані в італійському стилі, хоча з певними місцевими особливостями.
При тому збереглися сходи в мінарет, що був зруйнований наприкінці XVIII ст., коли Крим захопила Російська імперія. Мінарет замінили дзвіницею, не кам'яною, а металевою, яка також не дожила до наших днів. Збереглися питомо мусульманські візерунки. У храмі можна побачити і герб Генуї, і хрест, і кримськотатарську тамгу. Проте план судацької будівлі однаково не годиться ані для мечеті, ані для церкви.

## Галерея

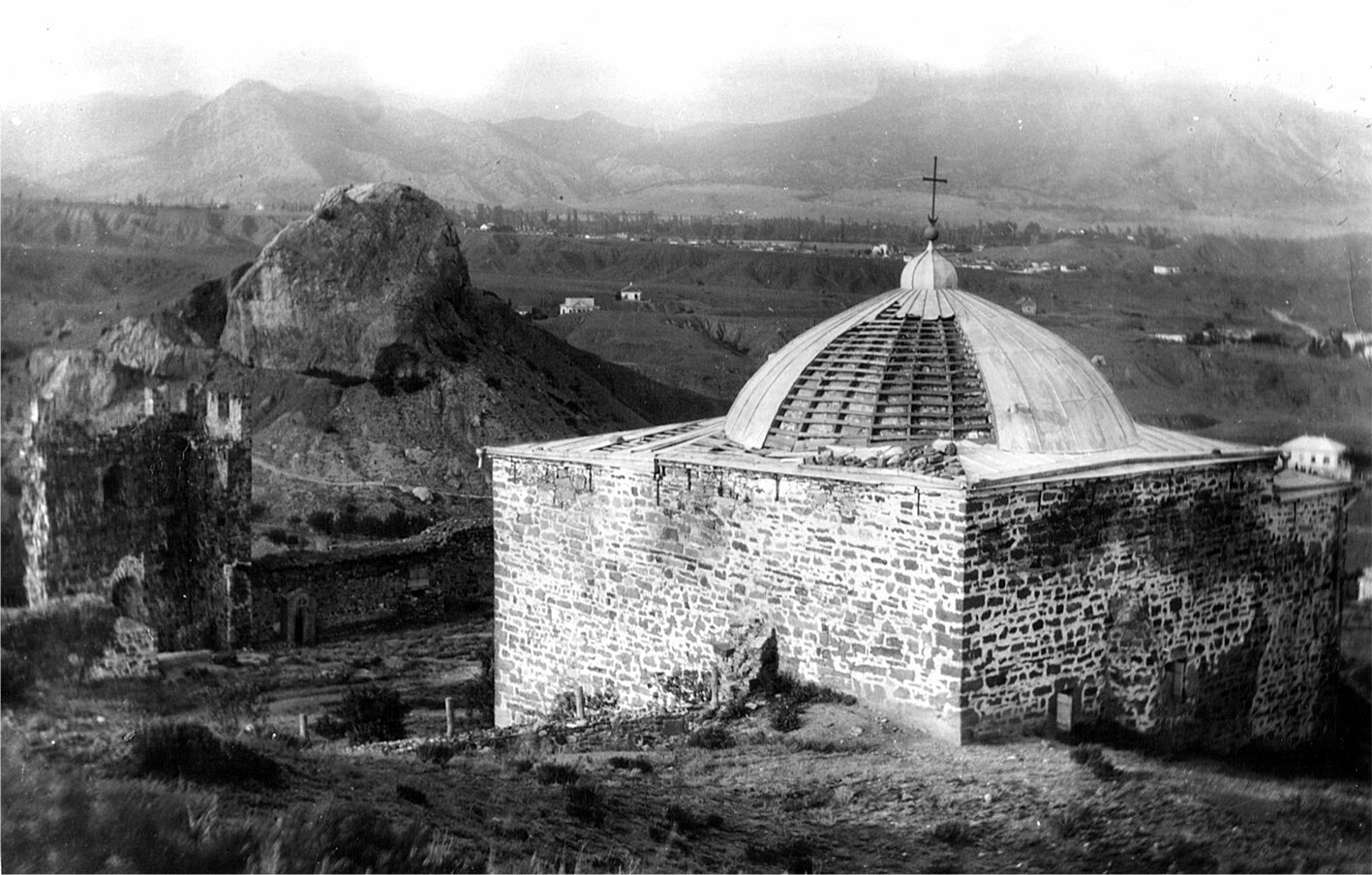
Фото 1912 року
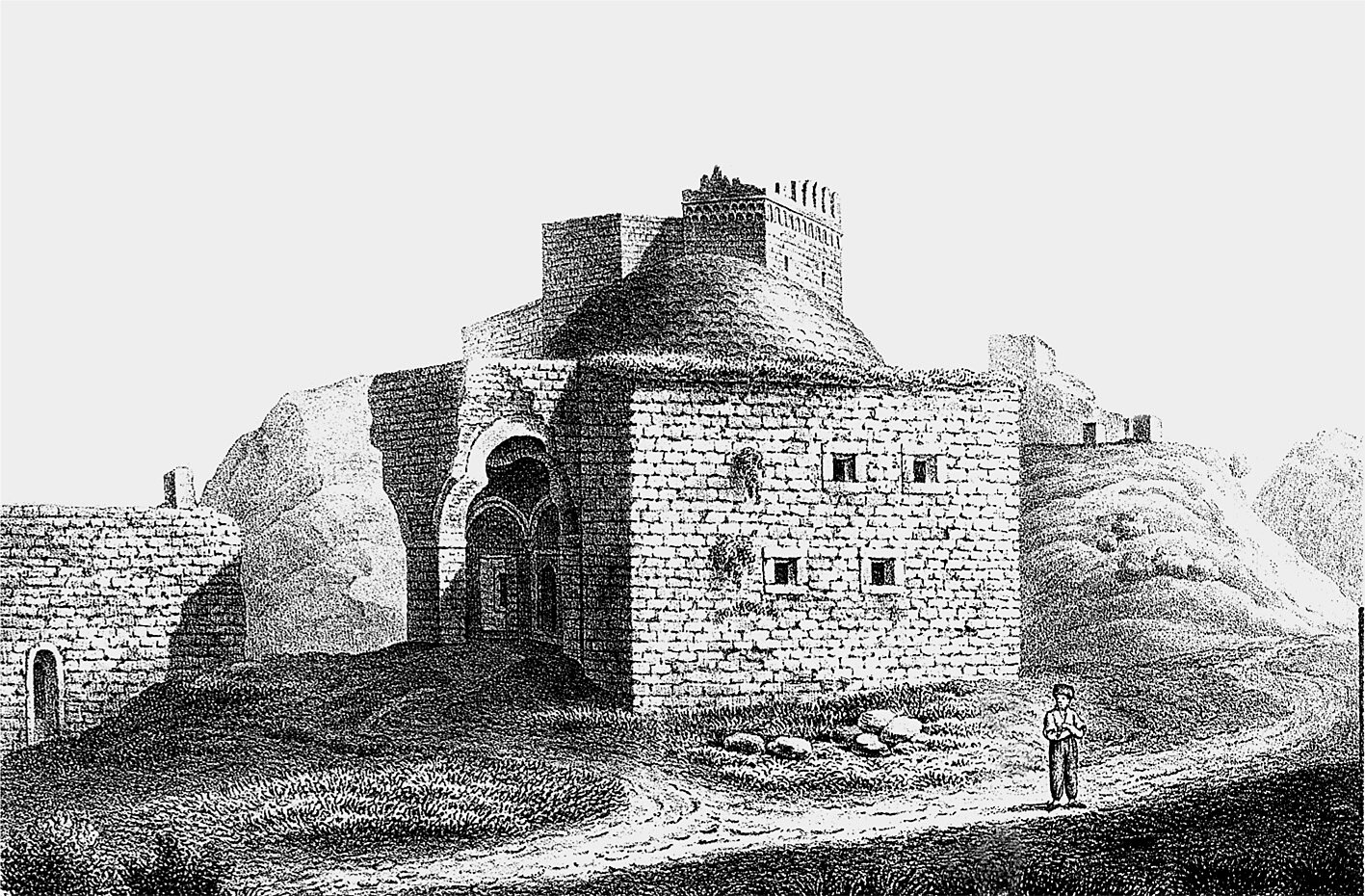
Гравюра з альбому Дюбуа де Монпере, 1843 р.
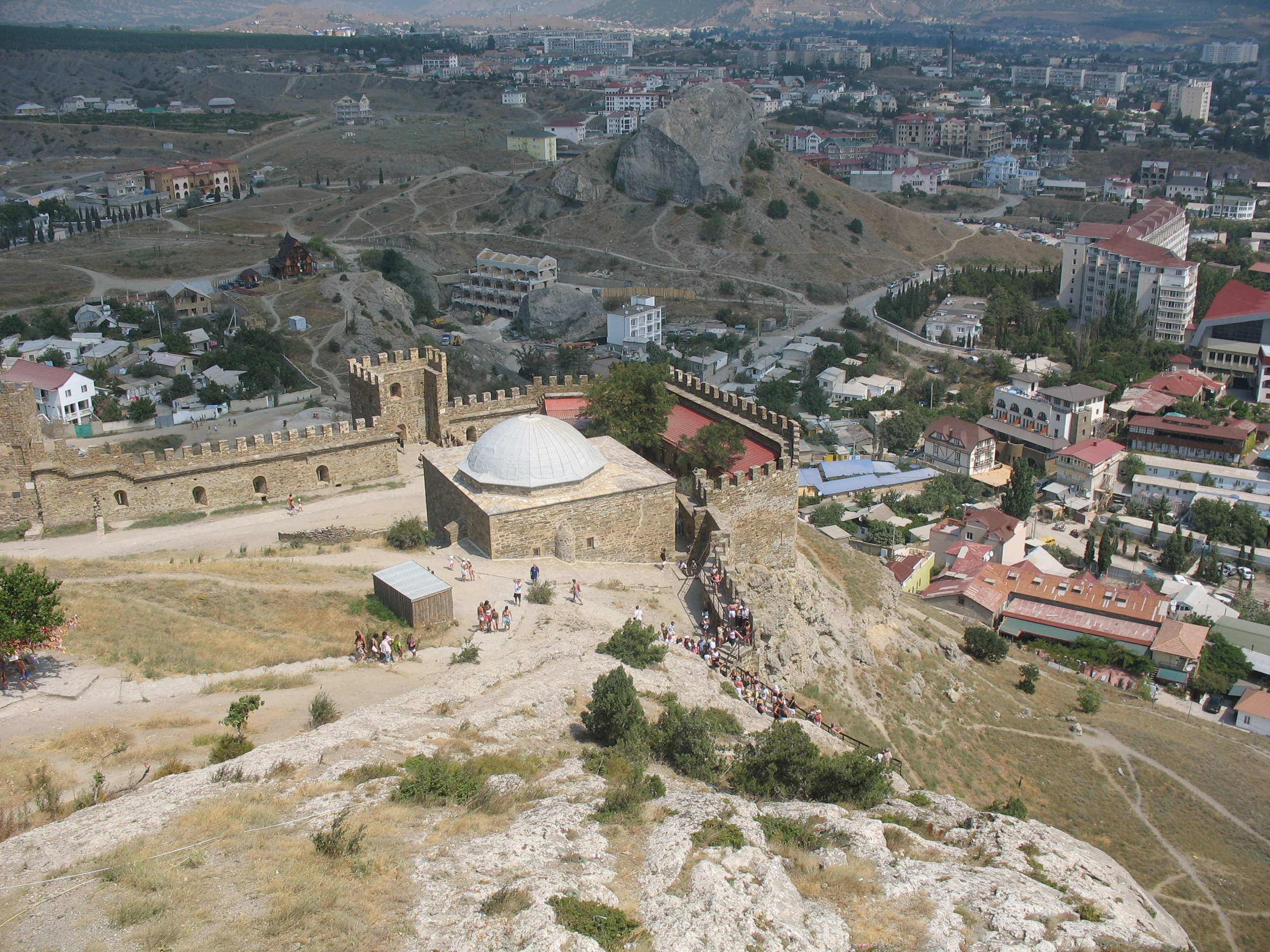
Вид із консульського замку
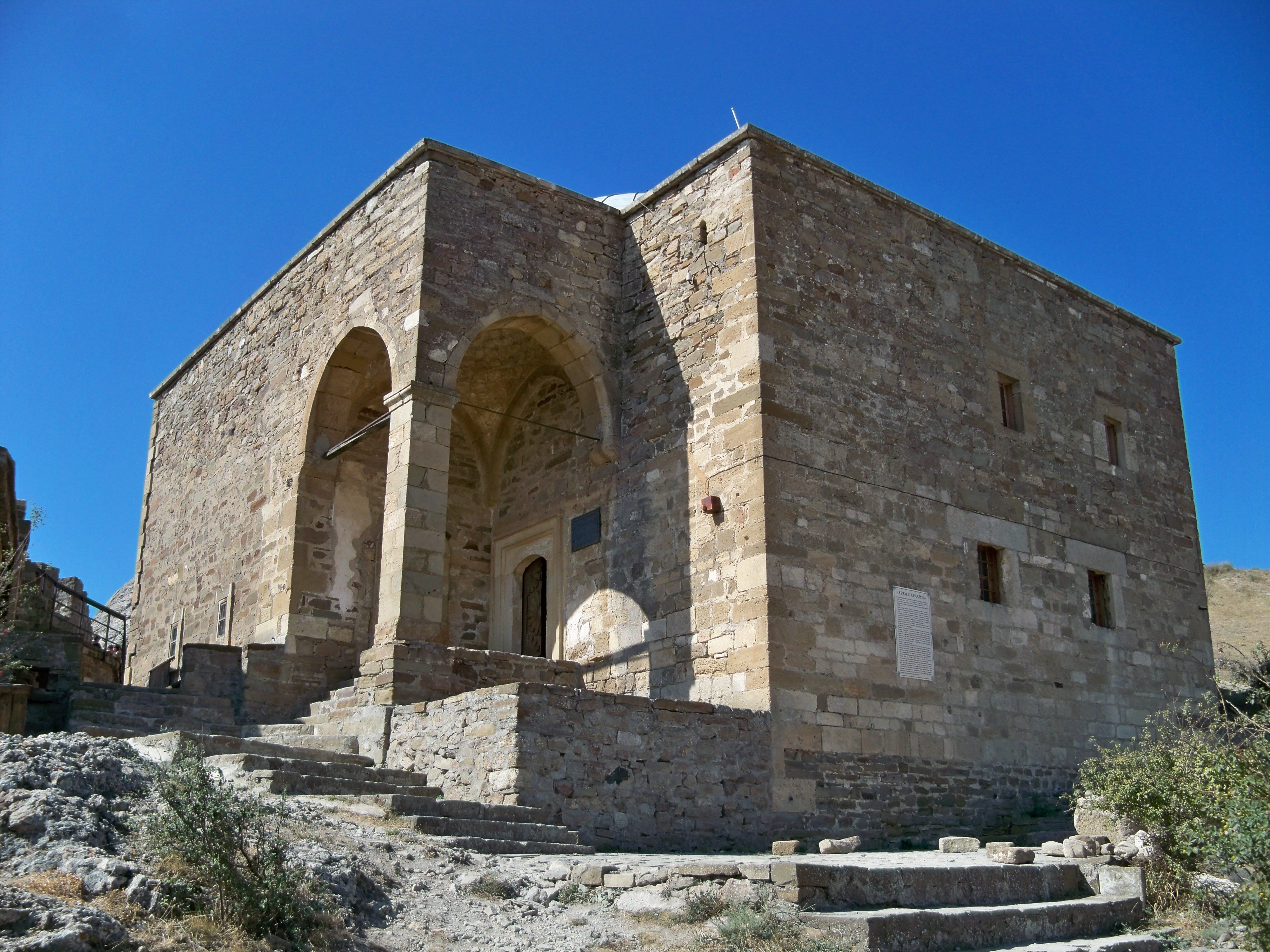
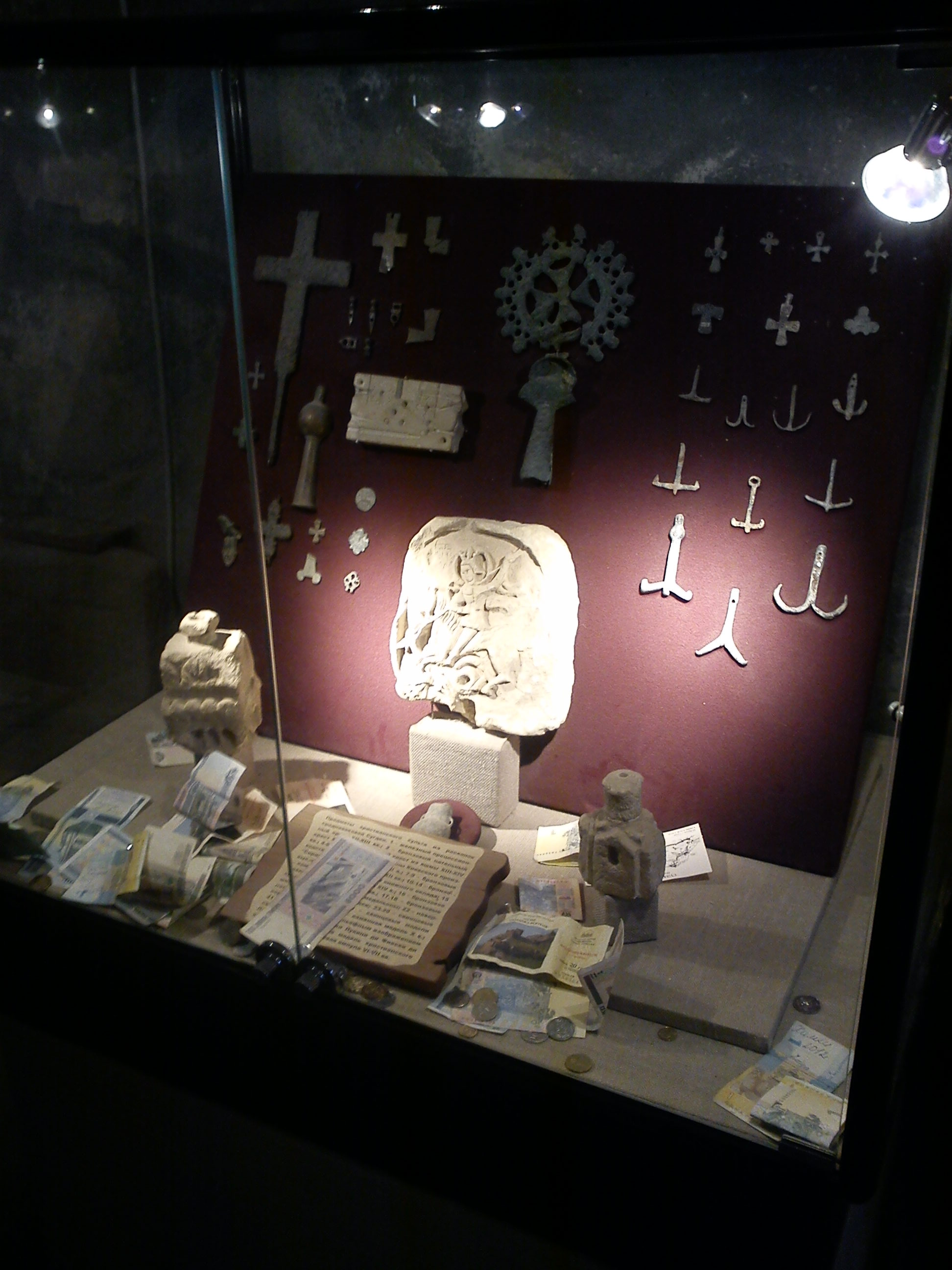
музейні експонати
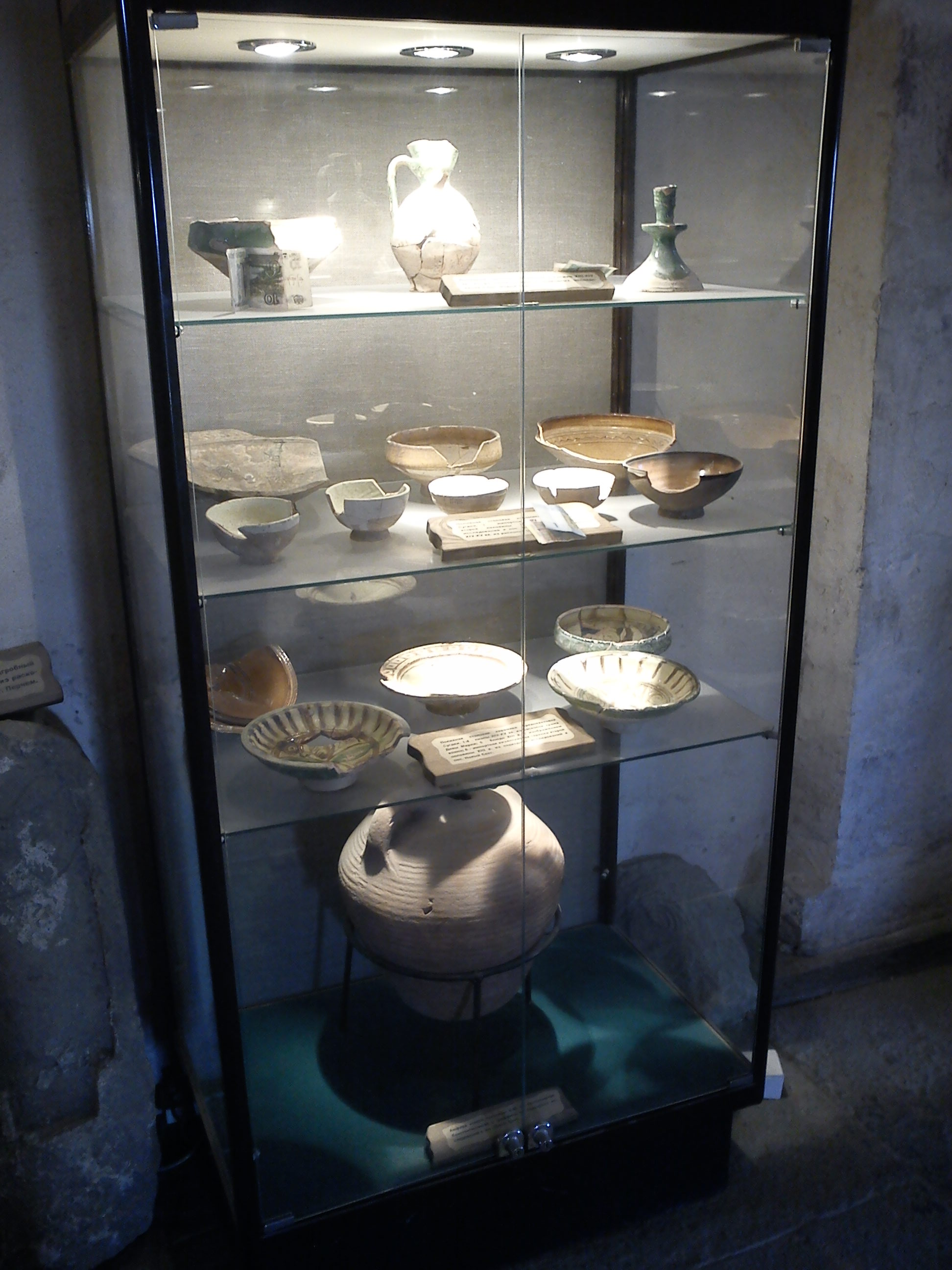
музейні експонати
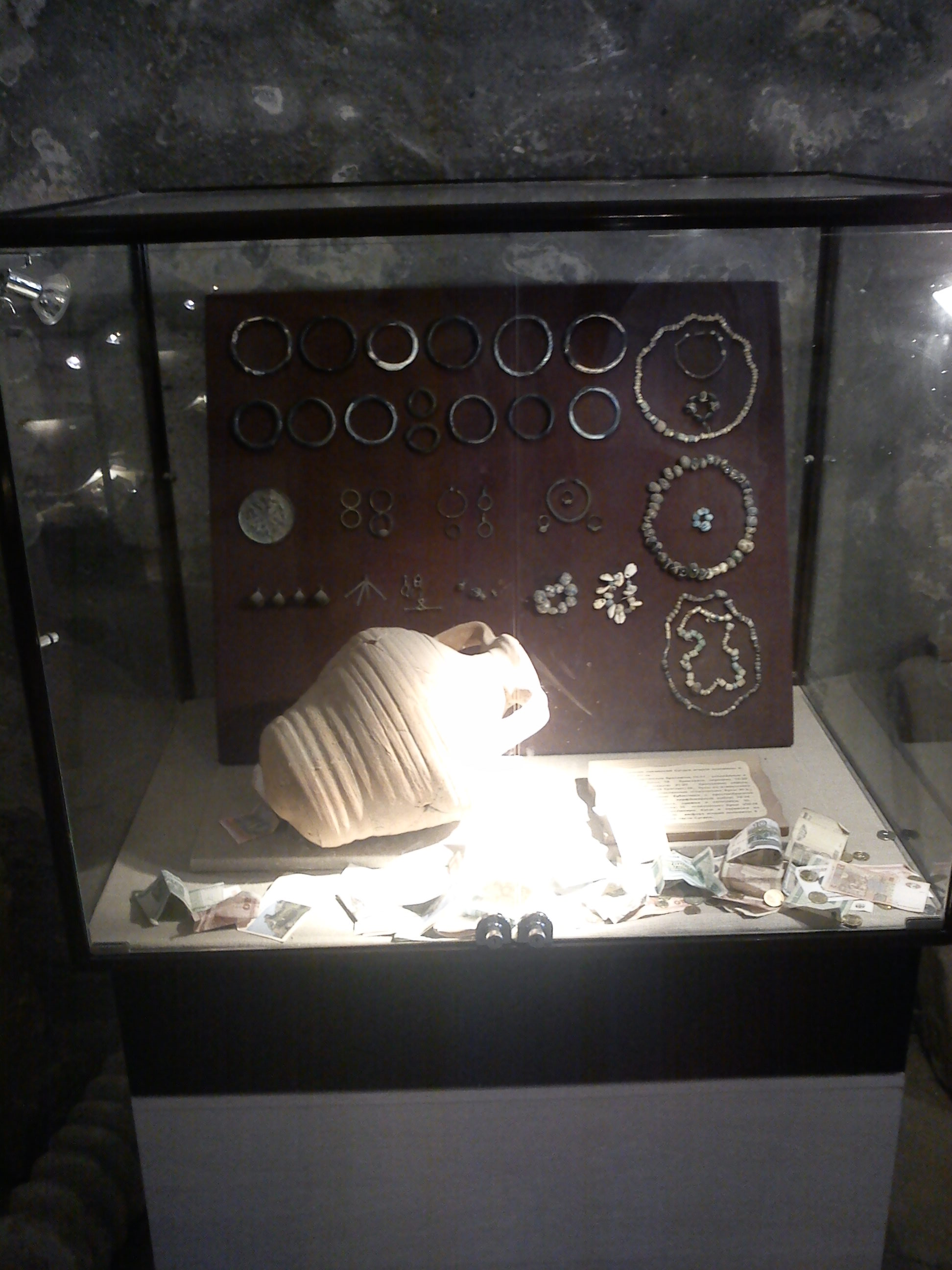
музейні експонати
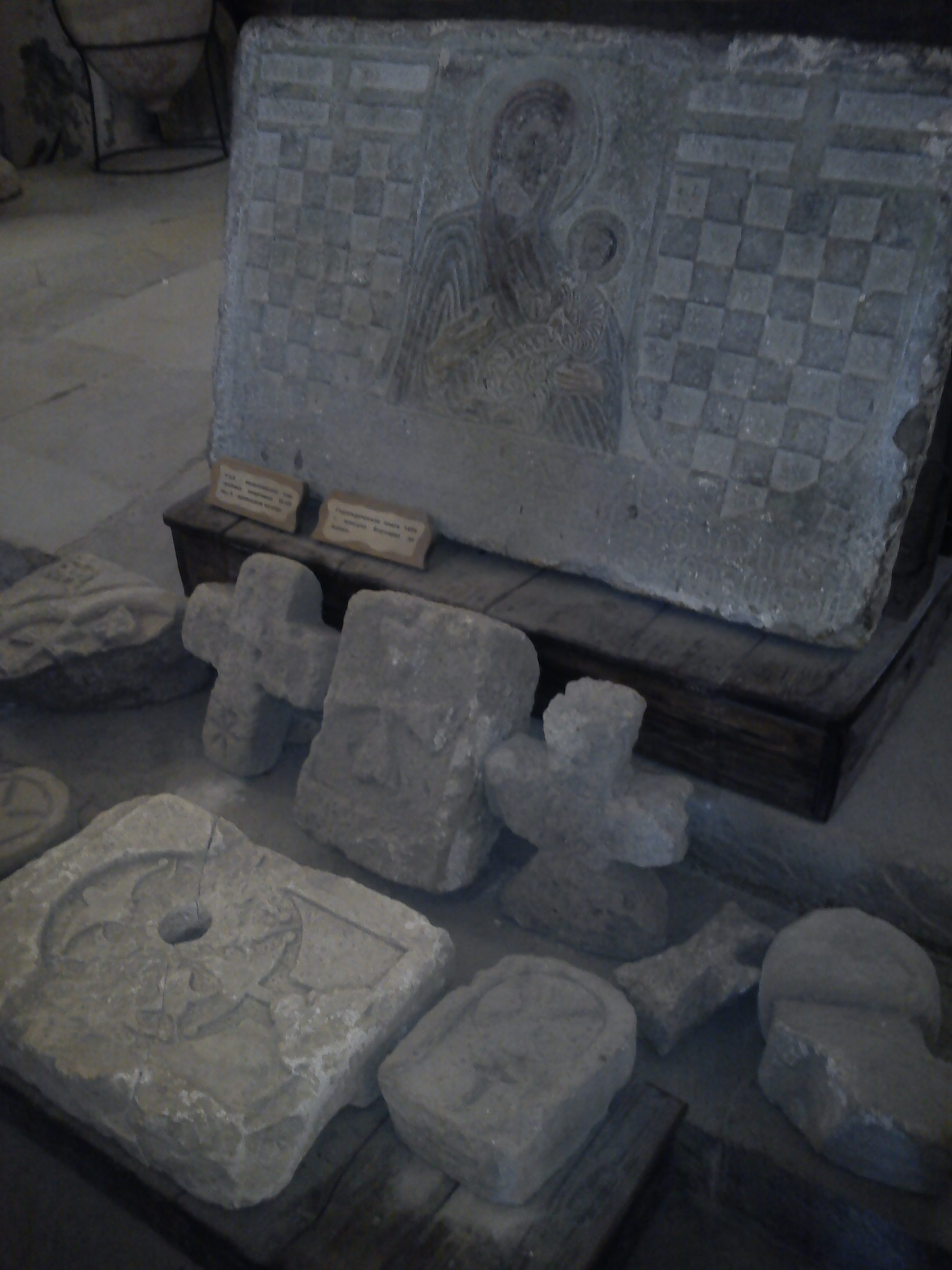
музейні експонати